# Tomáš Kubíček
Tomáš Kubíček (* 28. srpna 1966 Brno) je český literární vědec, historik a knihovník, od roku 2014 ředitel Moravské zemské knihovny v Brně.

## Život
Vystudoval magisterské studium bohemistiky a historie na Filozofické fakultě Masarykovy univerzity v Brně a v roce 1999 na téže škole získal titul PhD. V roce 2008 se stal docentem na Filozofické fakultě Univerzity Karlovy v Praze a v roce 2013 získal titul profesor na Jihočeské univerzitě v Českých Budějovicích. Jako vědecký pracovník působil v Moravském zemském muzeu a na Ústavu pro českou literaturu Akademie věd ČR, kde v letech 1999-2003 vedl brněnské pracoviště Ústavu, v letech 2003-2007 působil jako zástupce ředitele ÚČL AV ČR a v roce 2003 založil zde oddělení teorie prózy a tradici naratologického bádání. Jako pedagog pak působil na Filozofické fakultě a Pedagogické fakultě Univerzity Karlovy, na Filozofické fakultě Univerzity Palackého v Olomouci, kde v letech 2011-2014 vedl katedru bohemistiky, dosud vyučuje na Pedagogické fakultě Univerzity Karlovy v Praze. V roce 2014 se stal ředitelem Moravské zemské knihovny v Brně, kterou vede dodnes. Je také členem Ústřední knihovnické rady. Působí i v dalších knihovnických orgánech a sdruženích.

## Dílo
Publikoval monografie věnované naratologii a české literatuře 20. století: Vyprávět příběh. Naratologické kapitoly k románům Milana Kundery (2001), Vypravěč. Kategorie narativní analýzy (2007), Intersubjectivity in Literary Narrative (2007), Felix Vodička - názor a metoda. K dějinám českého strukturalismu (2010), Středoevropan Milan Kundera (2013), Naratologie. Strukturální analýza vyprávění (s J. Hrabalem a P. A. Bílkem, 2013), Dvojí domov Jana Čepa (2014), Řád tvaru (2020). S Petrem A. Bílkem a Johnem Pierem připravil k francouzskému vydání komentovaný výbor prací Jana Mukařovského: Jan Mukařovský. Écrits 1928-1946 (2018). 
Je iniciátorem řady mezinárodních literárních konferencí a editorem kolektivních monografií, mimo jiné Víra a výraz. Sborník z konference „…bývalo u mne zotvíráno…“ (s J. Wiendlem, 2005), „Na téma umění a život“. F. X. Šalda 1867-1937-2007 (s L. Merhautem a J. Wiendlem, 2007), Moderna/ Moderny (s J. Wiendlem, 2013), Roman O. Jakobson. A Work in Progress (s A. Lassem, 2014), Obrazy kultury a společnosti v období první republiky (s J. Wiendlem, 2018). V roce 2024 založil spolu s Petrem A. Bílkem edici Theoretica (ÚČL AV ČR Praha), v níž vyšlo do roku 2007 devět svazků přinášejících klíčové studie z teorie vyprávění a v roce 2007 inicioval s Petrem A. Bílkem a Lubomírem Doleželem vznik edice Knihovna možných světů (Academia). Pod jeho vedením začala v roce 2020 vycházet edice monografií, které se věnují překládání české literatury do světových jazyků (Česká literatura v polských překladech (1989-2020) s Joannou Goszczyńsku, 2020, Česká literatura ve francouzských překladech (1989-2020) s Xavierem Galmichem, Česká literatura v anglických překladech (1989-2020) s Ladislavem Nagym, 2021, Česká literatura v německých překladech (1989-2020) s Anne Hultsch).

## Knihovnické aktivity
Zasloužil se o výrazný rozvoj aktivit MZK směrem do zahraničí, ať už prostřednictvím mezinárodní spolupráce ve výzkumu, prostřednictvím Českého literárního centra či reprezentací České republiky na zahraničních knižních veletrzích.
V roce 2015 přijal výzvu a zavázal MZK vyvinout portál Knihovny.cz. Obdobně se zapojil do spolupráce s Národní knihovnou a Knihovnou Akademie věd ČR na zachování a rozvoji České digitální knihovny, za jejíž provoz je nyní MZK odpovědná.

## Knihovna Milana Kundery
V roce 2019 k devadesátým narozeninám Milana Kundery připravil ve spolupráci s autorem a Věrou Kunderovou výstavu Milan Kundera (neztracen) v překladech, k níž byl vydán stejnojmenný katalog (2019), editoval knihu Milan Kundera v překladech (2019) a kolektivní monografii Únos Západu aneb laboratoř soumraku (Jacques Rupnik, Robert Menasse, Michal Pawel Markowski, Irena Brežná, Jiří Přibáň, 2022). Významně se angažoval při zřízení Knihovny Milana Kundery v prostorách MZK, která ve zrekonstruovaných prostorách funguje od 1. dubna 2023. Návrh architektonického řešení KMK zpracovali Hrdina & Pavlík ve spolupráci s Tomášem Kovalčíkem. Tomáš Kubíček se podílí také na tvorbě odborného a vzdělávacího programu této knihovny. 